# Chimica delle radiazioni
La chimica delle radiazioni è la branca della chimica nucleare che si occupa degli effetti chimici generati dalle radiazioni ionizzanti sulla materia. È una disciplina che differisce dalla radiochimica in quanto non è necessaria la presenza di radioattività nel materiale che subisce la modifica chimica in base all'esposizione alle radiazioni. Un esempio è rappresentato dalla conversione dell'acqua in idrogeno gassoso e perossido di idrogeno. Recenti applicazioni sono volte a sfruttare la reazione di riduzione, dovuta a elettroni solvatati, di composti organici tossici e pericolosi per l'ambiente quali le diossine e policlorobifenili (PCB) quando vengono irradiati con raggi gamma. L'utilizzo delle radiazioni implica la formazioni di specie radicaliche e ioniche. La chimica delle radiazioni è impiegata anche per convertire monomeri in polimeri e per modificare i legami, e quindi le caratteristiche, di materiali polimerici naturali o sintetici.

## Irraggiamento dell'acqua
Quando l'acqua è esposta alla radiazione ionizzante, assorbe energia, e come risultato forma specie chimicamente reattive che possono interagire con le sostanze in essa disciolte (i soluti). L'acqua viene ionizzata formando un elettrone solvatato e H2O+, il catione H2O+ può reagire con l'acqua formando un protone idratato (H3O+) e un radicale idrossile (·OH). Inoltre, l'elettrone solvatato può ricombinarsi con il catione H2O+ formando uno stato eccitato dell'acqua, questo stato eccitato si decompone quindi in specie quali radicali idrossili (·OH), atomi di idrogeno (H·) e atomi di ossigeno (O·). Infine, l'elettrone solvatato può reagire con i soluti quali ioni idronio o molecole di ossigeno per formare rispettivamente atomi di idrogeno e anioni radicalici superossido (·O2-). 
L'influenza dell'ossigeno sulla chimica delle radiazioni può essere una ragione per la quale i tessuti ossigenati sono più sensibili all'irraggiamento durante la radioterapia dei tumori. I radicali liberi, come il radicale idrossile, modificano chimicamente le biomolecole quali il DNA, provocando un danno come la rottura delle eliche. Alcune sostanze sono protettive contro i danni indotti dalle radiazioni in quanto sono in grado di reagire con le specie altamente reattive che si formano durante l'irraggiamento dell'acqua.